# Blaesodactylus ambonihazo
Blaesodactylus ambonihazo — вид геконоподібних ящірок родини геконових (Gekkonidae). Ендемік Мадагаскару.

## Поширення і екологія
Blaesodactylus ambonihazo відомі за типовим зразком, зібраним в Національному парку Анкарафанціка в регіоні Боені на північному заході острова Мадагаскар, на висоті 173 м над рівнем моря. Вони живуть в сухих широколистяних тропічних лісах, ведуть переважно нічний спосіб життя.